# Smile (film, 1975)
Pour les articles homonymes, voir Smile.
Pour plus de détails, voir Fiche technique et Distribution.
Smile est un film américain réalisé par Michael Ritchie, sur un scénario de Jerry Belson, sorti en 1975.
Le film est une comédie satirique mettant l'accent sur une petite ville américaine et ses particularités, les préoccupations et les hypocrisies.
Le film a ensuite été transformé en une comédie musicale de Broadway (1986) avec des chansons de Marvin Hamlisch et Howard Ashman.

## Fiche technique
- Titre : Smile
- Réalisation : Michael Ritchie
- Scénario : Jerry Belson
- Costumes : Patricia Norris
- Photographie : Conrad Hall
- Montage : Richard A. Harris
- Sociétés de production : David V. Picker Productions, Twin Roads Productions
- Société de distribution : United Artists
- Pays de production :  États-Unis
- Langue : anglais
- Format : Couleur - 1.85:1 - Mono
- Genre : Comédie
- Durée : 113 minutes
- Date de sortie : États-Unis : 9 juillet 1975

## Distribution
- Bruce Dern : Big Bob
- Barbara Feldon : Brenda
- Michael Kidd : Tommy
- Geoffrey Lewis : Wilson
- Eric Shea : Little Bob
- Nicholas Pryor : Andy
- Titos Vandis : Emile
- Paul Benedict : Orren Brooks
- William Traylor : Ray Brandy
- Dennis Dugan : Logan
- Dick McGarvin : Ted Farley
- Adam Reed : Freddy
- Brad Thompson : Chuck
- George Wyner : Man at Party
- George Skaff : Dr. Malvert
- Kate Sarchet : Judy
- Joan Prather : Robin
- Denise Nickerson : Shirley
- Melanie Griffith : Karen Love
- Annette O'Toole : Doria
- Maria O'Brien : Maria
- Colleen Camp : Connie
- Caroline Williams : Helg
- Jerry Belson : le batteur